# Tour de Qatar de 2002
El Tour de Qatar de 2002 fou la primera edició del Tour de Qatar. La cursa es disputà en cinc etapes entre el 21 i el 25 de gener de 2002. Thorsten Wilhelms guanyà la classificació final.

## Etapes
| Etapa    | Data        | Recorregut                  | Km       | Vencedor d'etapa  | Líder de la general |
| -------- | ----------- | --------------------------- | -------- | ----------------- | ------------------- |
| 1a etapa | 21 de gener | Doha - Doha                 | 117,0 km | Ivan Quaranta     | Ivan Quaranta       |
| 2a etapa | 22 de gener | Al Zubarah - Doha           | 131,0 km | Damien Nazon      | Magnus Bäckstedt    |
| 3a etapa | 23 de gener | Cameldrome - Doha           | 189,0 km | Thorsten Wilhelms | Luciano Pagliarini  |
| 4a etapa | 24 de gener | Rus Laffa - Doha            | 125,5 km | Alberto Loddo     | Damien Nazon        |
| 5a etapa | 25 de gener | Sealine Beach Resort - Doha | 123,5 km | Thorsten Wilhelms | Thorsten Wilhelms   |

## Classificació general final
| #  | Ciclista           | Equip                        | Temps       |
| -- | ------------------ | ---------------------------- | ----------- |
| 1  | Thorsten Wilhelms  | Team Coast                   | 16h 01' 35" |
| 2  | Damien Nazon       | Bonjour                      | + 05"       |
| 3  | Rudie Kemna        | Bankgiroloterij-Batavus      | + 14"       |
| 4  | Magnus Bäckstedt   | Team Fakta                   | m. t.       |
| 5  | Laurent Jalabert   | CSC-Tiscali                  | + 19"       |
| 6  | Christophe Mengin  | La Française des Jeux        | + 20"       |
| 7  | Christophe Capelle | Bigmat.Auber 93              | + 22"       |
| 8  | Guido Trenti       | Acqua e Sapone-Cantina Tollo | + 23"       |
| 9  | Gianluca Bortolami | Tacconi Sport-Vini Caldirola | m. t.       |
| 10 | Alexandre Chouffe  | St Quentin-Oktos             | + 24"       |